# بويشة
البويشة  طبق تقليدي تشتهر به مدينة جيجل، يُحضَّر من السميد والتمر وزيت الزيتون، ويُطهى بالكامل باستخدام حمام مائي. في الماضي، كانت معدة البقرة تُستخدم بدلًا من الوعاء لطهيه. وتستغرق عملية الطهي ما بين 7 إلى 8 ساعات.
ويُعد هذا الطبق من الأطباق المفضلة خلال الاحتفال بيومعاشوراء.

## المكونات
- 1 كجم من السميد الخشن
- 1 كجم من التمر المجفف
- ½ لتر زيت زيتون
- ½ لتر من الماء
- رشة من الملح